# Oblast Lipezk
Koordinaten: 52° 42′ N, 39° 12′ O
Die Oblast Lipezk (russisch Липецкая область/ Transkription Lipezkaja oblast) ist eine Oblast im südlichen Zentralteil Russlands. Der Don durchfließt die Oblast, die in der Osteuropäischen Ebene liegt. Bedeutende Verkehrsstrecken durchqueren das Gebiet, so zum Beispiel die Verbindung Moskaus mit dem Nordkaukasus.

## Wirtschaft
Die wichtigsten Industriezweige sind die Eisenverarbeitung und der Maschinenbau.
Zwischen der Gebietshauptstadt Lipezk und der Stadt Grjasi erstreckt sich auf 1027 Hektar die 2005 eingerichtete Sonderwirtschaftszone Lipezk.

## Verwaltungsgliederung und Städte

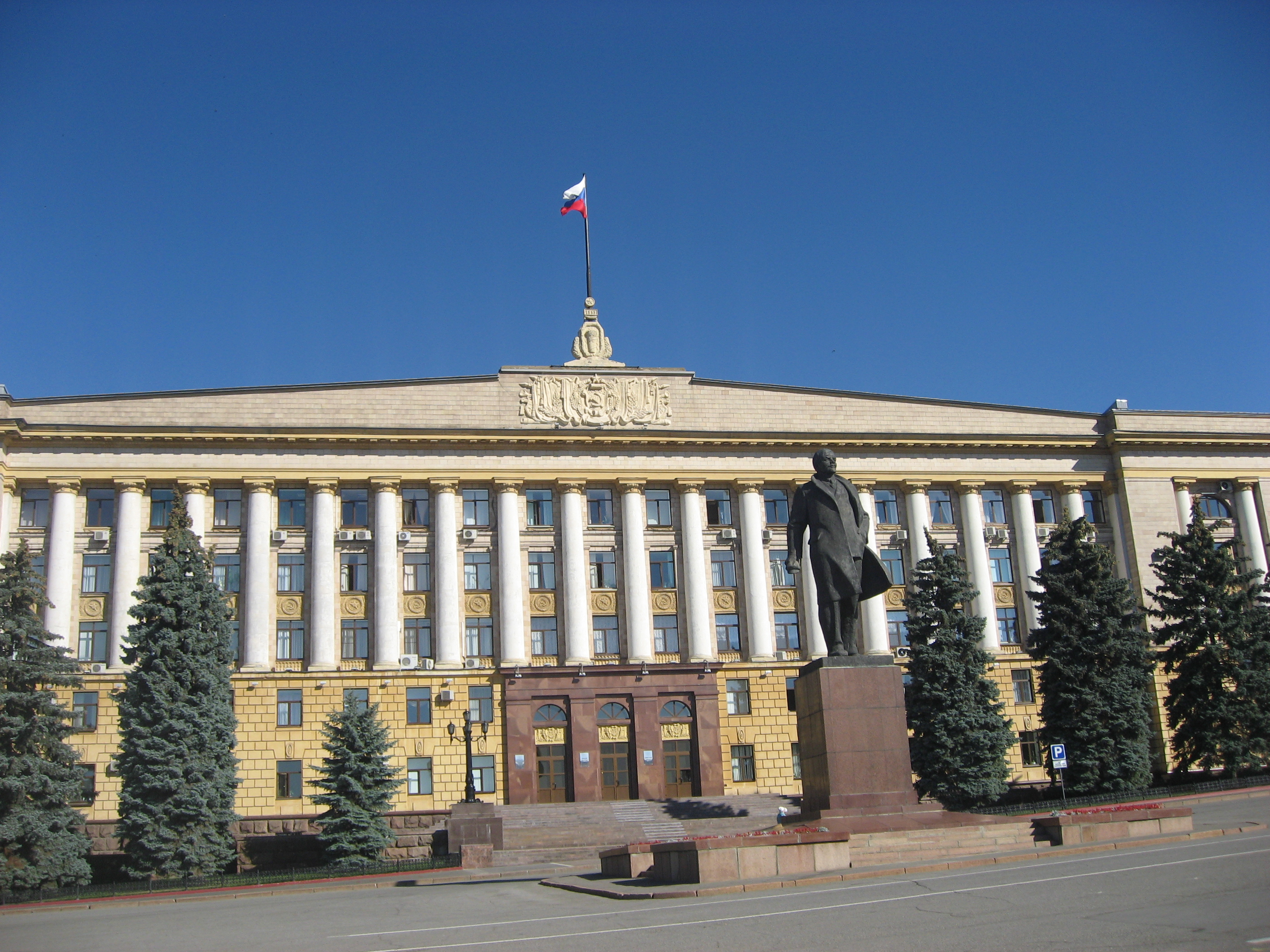
Gebietsverwaltung von Lipezk

Die Oblast Lipezk gliedert sich in 18 Rajons und zwei Stadtkreise, gebildet jeweils von den beiden Großstädten der Oblast, dem Verwaltungszentrum Lipezk sowie Jelez. Insgesamt gibt es in der Oblast acht Städte:
| Name        | Russisch | Stadtkreis/Rajon | Einwohner (14. Oktober 2010) | Wappen | Lage                 |
| ----------- | -------- | ---------------- | ---------------------------- | ------ | -------------------- |
| Dankow      | Данков   | Dankow           | 21.064                       |        | 53° 15′ N, 39° 9′ O  |
| Grjasi      | Грязи    | Grjasi           | 46.807                       |        | 52° 30′ N, 39° 56′ O |
| Jelez       | Елец     | Stadtkreis       | 108.404                      |        | 52° 37′ N, 38° 31′ O |
| Lebedjan    | Лебедянь | Lebedjan         | 21.012                       |        | 53° 1′ N, 39° 8′ O   |
| Lipezk      | Липецк   | Stadtkreis       | 508.887                      |        | 52° 37′ N, 39° 36′ O |
| Sadonsk     | Задонск  | Sadonsk          | 9.698                        |        | 52° 23′ N, 38° 55′ O |
| Tschaplygin | Чаплыгин | Tschaplygin      | 12.656                       |        | 53° 15′ N, 39° 57′ O |
| Usman       | Усмань   | Usman            | 18.685                       |        | 52° 3′ N, 39° 44′ O  |

## Bevölkerung
Bei den letzten russischen Volkszählungen in den Jahren 2002 und 2010 gab es eine Bevölkerungszahl von 1.213.499 respektive 1.173.513 Bewohnern. Somit sank die Einwohnerzahl in diesen acht Jahren um 39.986 Personen (−3,3 %). In Städten wohnten 2010 747.213 Menschen. Dies entspricht 63,67 % der Bevölkerung (in Russland 73 %). Bis zum 1. Januar 2014 sank die Einwohnerschaft weiter auf 1.159.866 Menschen. Die Verteilung der verschiedenen Volksgruppen sah folgendermaßen aus:
| Nationalität    | VZ 1989   | Prozent | VZ 2002   | Prozent | VZ 2010   | Prozent |
| --------------- | --------- | ------- | --------- | ------- | --------- | ------- |
| Russen          | 1.198.051 | 97,39   | 1.162.878 | 95,83   | 1.086.085 | 92,55   |
| Ukrainer        | 14.983    | 1,22    | 13.350    | 1,10    | 9.901     | 0,84    |
| Armenier        | 828       | 0,07    | 5.398     | 0,44    | 7.129     | 0,61    |
| Aserbaidschaner | 1.434     | 0,12    | 3.375     | 0,28    | 3.897     | 0,33    |
| Zigane          | 2.238     | 0,18    | 3.122     | 0,26    | 3.235     | 0,28    |
| Tataren         | 1.000     | 0,08    | 1.751     | 0,14    | 1.972     | 0,17    |
| Weißrussen      | 3.325     | 0,27    | 2.731     | 0,23    | 1.857     | 0,16    |
| Usbeken         | 445       | 0,04    | 579       | 0,05    | 1.689     | 0,14    |
| Moldawier       | 765       | 0,06    | 1.269     | 0,10    | 1.248     | 0,11    |
| Deutsche        | 517       | 0,04    | 1.124     | 0,09    | 976       | 0,08    |
| Einwohner       | 1.230.174 | 100,00  | 1.213.499 | 100,00  | 1.173.513 | 100,00  |

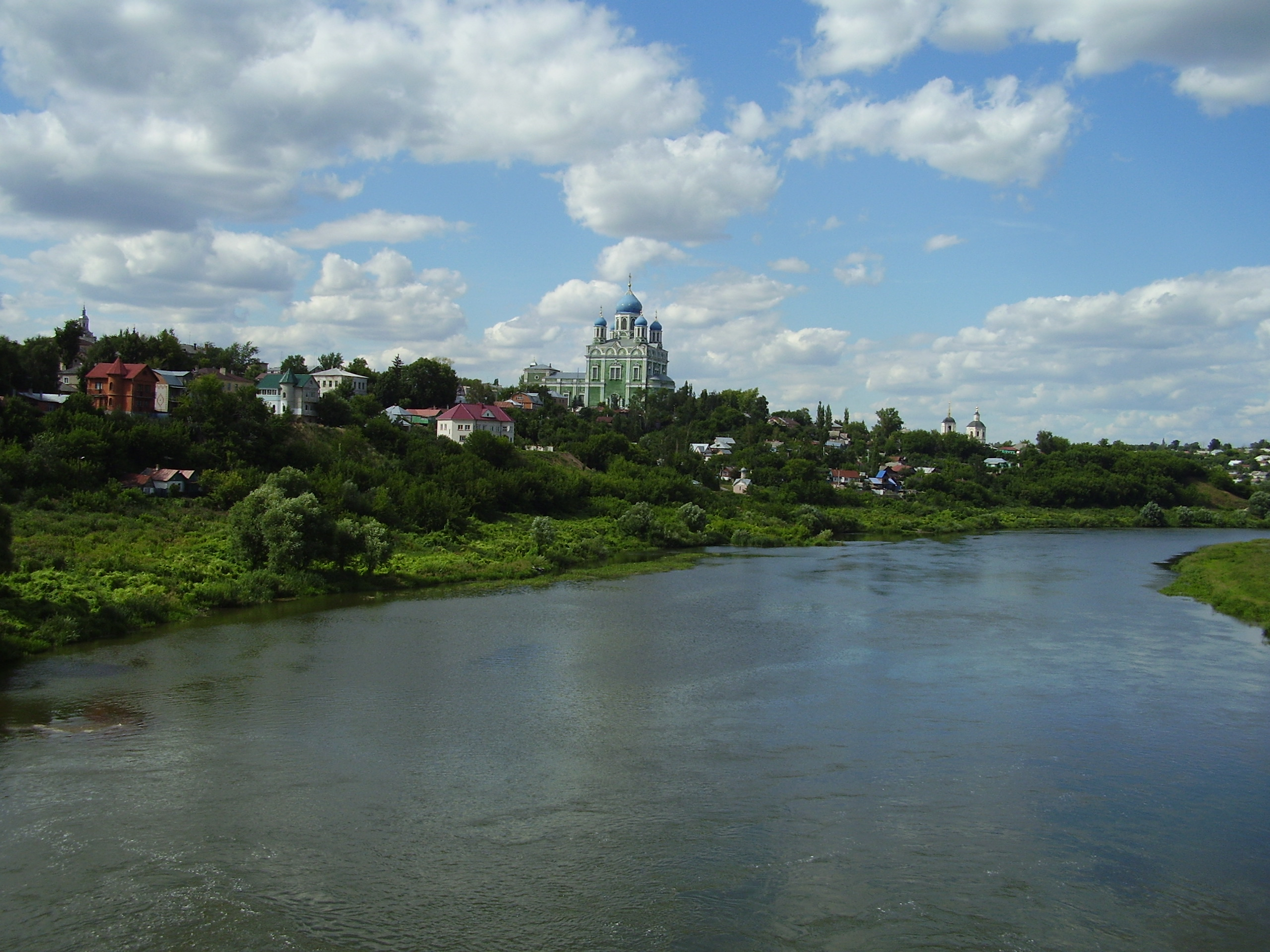
Die Ortschaft Jelez mit dem Fluss Sosna

Anmerkung: die Anteile beziehen sich auf Gesamtzahl der Einwohner. Also mitsamt dem Personenkreis, der keine Angaben zu seiner ethnischen Zugehörigkeit gemacht hat (2002 8.678 resp. 2010 45.268 Personen)
Die Bevölkerung des Gebiets besteht fast gänzlich aus Russen. Die Ukrainer und Armenier sind die einzigen nennenswerten ethnischen Minderheiten in der Oblast Lipezk. Die Zahl der Ukrainer – wie auch die Anzahl der Weißrussen – sinkt allerdings stark. Aus dem Transkaukasus und Zentralasien dagegen sind seit dem Ende der Sowjetunion zahlreiche Menschen zugewandert.